# Nu Ursae Majoris
Désignations
Nu Ursae Majoris (ν UMa / ν Ursae Majoris), également nommée Alula Borealis, est une étoile binaire de la constellation de la Grande Ourse. Sa magnitude apparente est de 3,49. D'après la mesure de sa parallaxe annuelle par le satellite Hipparcos, le système est situé à environ 399 années-lumière de la Terre. Il se rapproche du Système solaire à une vitesse radiale de −10 km/s.

## Propriétés
La composante primaire, désignée Nu Ursae Majoris A, est une géante rouge de type spectral K3- III:. Elle possède une compagne de 10e magnitude située à 7,0 secondes d'arc en date de 2020, Nu Ursae Majoris B, qui est une naine jaune de type spectral G1V. Les deux étoiles forment un véritable système binaire. Un possible compagnon de type naine blanche a été proposé pour Nu Ursae Majoris A, sur la base qu'il s'agit d'une étoile à baryum, mais l'anomalie en baryum est très légère (« Ba0 ») et pour de telles étoiles, le renforcement apparent des raies du baryum pourrait être simplement du à une luminosité plus élevée.

## Nomenclature, histoire et mythologie

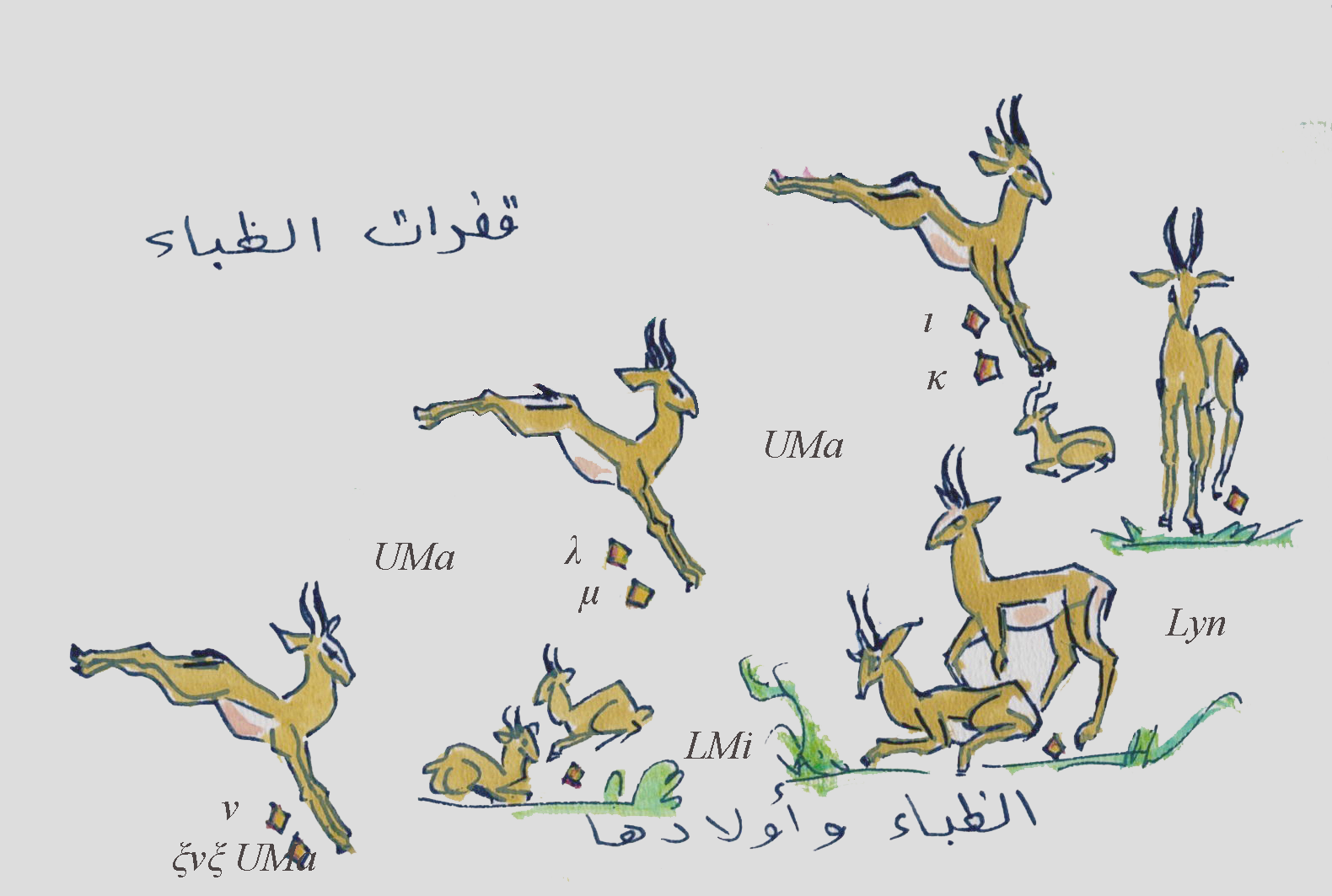
La figure de la série desالظباء قفزات Qafzāt al-Ẓibā’, « les Sauts de Gazelles », dans le ciel arabe traditionnel, tel que la décrit ᶜAbd al-Raḥmān al-Ṣūfī, 964.

ν Ursae Majoris, latinisé Nu Ursae Majoris, est la désignation de Bayer de l'étoile. Elle porte également la désignation de Flamsteed de 54 Ursae Majoris.

Alula Borealis est aujourd’hui le nom approuvé pour ν UMa par l’Union astronomique internationale (UAI). Il vient l’arabe الثانية al-Ūlā, résultant de la troncation du nom complet, soit القفزة الألى al-Qafzat al-Ūlā, « le Premier Saut »,. Pour comprendre ce nom, il faut se référer à la série des قفزات الظباء Qafzāt al-Ẓibā’, « les Sauts de Gazelles », qui figurent dans le ciel arabe traditionnel tel qu’il est décrit par ᶜAbd al-Raḥmān al-Ṣūfī (964). Selon lui, il s’agit des six étoiles situées sur les trois pieds de l’Ourse touchant le sol, à savoir ν et ξ UMa formant al-Ūla, soit « le Premier [Saut] », λ et μ UMa al-Ṯāniyya, « le Second », et ι et κ UMa al-Ṯāliṯa, « le Troisième ». Chaque « Saut » ressemble à la trace du pied fendu des gazelles, et, toujours al-Ṣūfī donne à ce propos ce dicton arabe,: 

« Les Gazelles sautèrent lorsque le Lion frappa la terre de sa queue. »

. 
Plus tard, dans le Catalogue d’al-Tīzīnī, édité en complément des زيجِ سلطانی Zīğ-i Sulṭānī ou « Tables sultaniennes » d’Uluġ Bēg (1437), est donnée la transcription ‘AlKáphza’ Prima pour ξ UMa. Giuseppe Piazzi s’en saisit pour donner à ξ UMa le nom de Al-ula australis et, par symétrie, à ν UMa, celui de Al-ula Borealis. Ils sont ignorés par Richard Hinckley Allen (1899), mais repris dans plusieurs catalogues du XXe siècle,,, et finalement consacrés par l’UAI.